# Phöbus FC
A Phöbus FC egy megszűnt labdarúgócsapat, melynek székhelye Újpesten volt. A csapat legjobb eredménye az NB I-ben egy negyedik helyezés még az 1935-36-os, illetve 1936-37-es idényből. 1950-ben a klub beolvadt az Elektromos MSE csapatába.

## Névváltozások
- 1932–1939 Phőbus FC
- 1939–1950 Phőbus Sportegyesület

## Nemzetközi kupaszereplés

### Közép-európai kupa
| Szezon | Bajnokság | Forduló    | Ország        | Csapat                  | Otthon | Idegenben | Össz. |
| ------ | --------- | ---------- | ------------- | ----------------------- | ------ | --------- | ----- |
| 1936   | KK        | Selejtező  | Svájc         | FC Young Fellows Zürich | 6:2    | 3:0       | 9:2   |
|        |           | 1. forduló | Csehszlovákia | AC Sparta Praha         | 4:2    | 2:5       | 6:7   |

## Híres játékosok
* a félkövérrel írt játékosok rendelkeznek felnőtt válogatottsággal.
- Béky Bertalan
- Borsányi Ferenc
- Csikós Gyula
- Fekete Jenő
- Juhász Lajos
- Korányi Lajos
- Nagymarosi Mihály
- P. Szabó Gábor
- Péter József
- Rökk Ede
- Sáros Miklós
- Solti József
- Stófián János
- Tóth Mátyás
- Wéber Lajos

## Híres edzők
- Bányai Lajos

## Sikerek
NB I
- Negyedik hely: 1935-36, 1936-37

NB II
- Bajnok: 1932-33